# Ziziphus javanensis
Ziziphus javanensis är en brakvedsväxtart som beskrevs av Carl Ludwig von Blume. Ziziphus javanensis ingår i släktet Ziziphus och familjen brakvedsväxter. Inga underarter finns listade i Catalogue of Life.